# ريك دينيسون
ريك دينيسون (بالإنجليزية: Rick Dennison)‏ هو لاعب كرة قدم أمريكية أمريكي، ولد في 22 يونيو 1958 في كاليسبيل في الولايات المتحدة.

## وصلات خارجية
- ريك دينيسون على موقع مرجع كرة القدم المحترفة.كوم (الإنجليزية)